# دعاء حجازي
دعاء حجازي ممثلة مصرية من مواليد الشرقية. تخرجت من كلية الفنون الجميلة (قسم التصوير الزيتي). بدأت مشوار التمثيل السينمائي عام 2000.

## قائمة أعمالها
- فيلم «سوق المتعة» للمخرج سمير سيف عام 2000.[6]
- مسلسل «أوان الورد» للمخرج سمير سيف عام 2000.[7]
- فيلم «الساحر» للمخرج رضوان الكاشف عام 2001.[8]
- فيلم «الرغبة» للمخرج علي بدرخان عام 2002.[9]
- فيلم «فيلم هندي» للمخرج منير راضي عام 2003.[10]
- فيلم «قشطه يابا» للمخرج عاطف شكري عام 2004.[11]
- فيلم «درس خصوصي» للمخرج سامح عبد العزيز عام 2005.[12]
- مسرحية «إن كبر إبنك» للمخرج فؤاد عبد الحي عام 2005.[13]
- فيلم «ليلة في القمر» للمخرج خيري بشارة عام 2008.[14]
- فيلم «كابتن هيما» للمخرج نصر محروس عام 2008.[15]
- مسلسل «تامر وشوقية ج3» للمخرج أسامة العبد 2008.[16]
- فيلم «الدادة دودي» للمخرج علي إدريس 2008.[17]
- فيلم «رسائل البحر» للمخرج داوود عبد السيد 2010.[18]
- مسلسل «حارة اليهود» للمخرج محمد جمال العدل 2015.[19]
- مسلسل «سابع جار» للمخرج آيتن أمين عام 2017.[20]
- فيلم «الفندق» للمخرج عاطف شكري 2017.[21]

## وصلات خارجية
- دعاء حجازي على موقع الفن
- دعاء حجازي على موقع السينما
- دعاء حجازي على موقع دهليز
- دعاء حجازي على موقع imdb
- دعاء حجازي على موقع كاورهات